# Никола Иванов (преводач)
Никола Иванов е български преводач от италиански и испански език.

## Биография
Никола Стойков Иванов е роден на 14 декември 1924 г. във Видин. През 1952 г. получава висше образование по специалност „Италианска филология“ в Софийския университет „Св. Климент Охридски“. След дипломирането си, в периода 1953 – 1976 г. работи като редактор в Радио София, а след това в периода 1976 – 1991 г. като редактор в отдела за преводна българска литература на испански език на списание „Обзор“. Той е сред учредителите на Съюза на преводачите в България през 1974 г.
Прави преводи над 30 книги от италиански и испански език, включително от италиански език романите на Чезаре Павезе – „Прекрасно лято“, „Дяволът по хълмовете“ и „Самотни жени“, „Декамерон“ от Джовани Бокачо, „Името на розата“ от Умберто Еко, и други автори.
За заслугите си към българската и италианската култура е награждаван с високи отличия: носител е на орден ‛Звезда на италианската солидарност“ и званието ‛Велик кавалер“, на плакет и сребърен медал от италианското национално сдружение ‛Джовани Бокачо“, на орден ‛Кирил и Методий“ – І степен, както и на наградата на министъра на културата ‛ Златен век“. През 2004 г. за цялостна преводаческа дейност му е присъдена наградата на Съюза на преводачите в България.
Никола Иванов умира на 10 януари 2006 г. в София.

## Преводи
частично представяне
- 1964 „Пътешествието на синята стрела“ от Джани Родари[1]
- 1966 „Влакът на слънцето“ от Рене Реджани
- 1970 „Декамерон“ от Джовани Бокачо, с Драгомир Петров
- 1973 „Семейство Малаволя“от Джовани Верга
- 1980 „Онирофилм“ (разказ) от Лино Алдани
- 1980 „Нощен министър“ (разказ) от Ана Ринонаполи
- 1980 „Елегия на мадона Фиамета“ от Джовани Бокачо
- 1980 „Изчезването на Майорана“от Леонардо Шаша
- 1981 „Бертолдо, Бертолдино и Какасено“ от Джулио Чезаре дела Кроче
- 1984 „Приключенията на Лукчо“ от Джани Родари
- 1985 „Името на розата“ от Умберто Еко
- 1992 „Житие на Данте“ от Джовани Бокачо
- 2005 „Воайорът“ от Алберто Моравия